# Kirchplatz 6 (Castell)

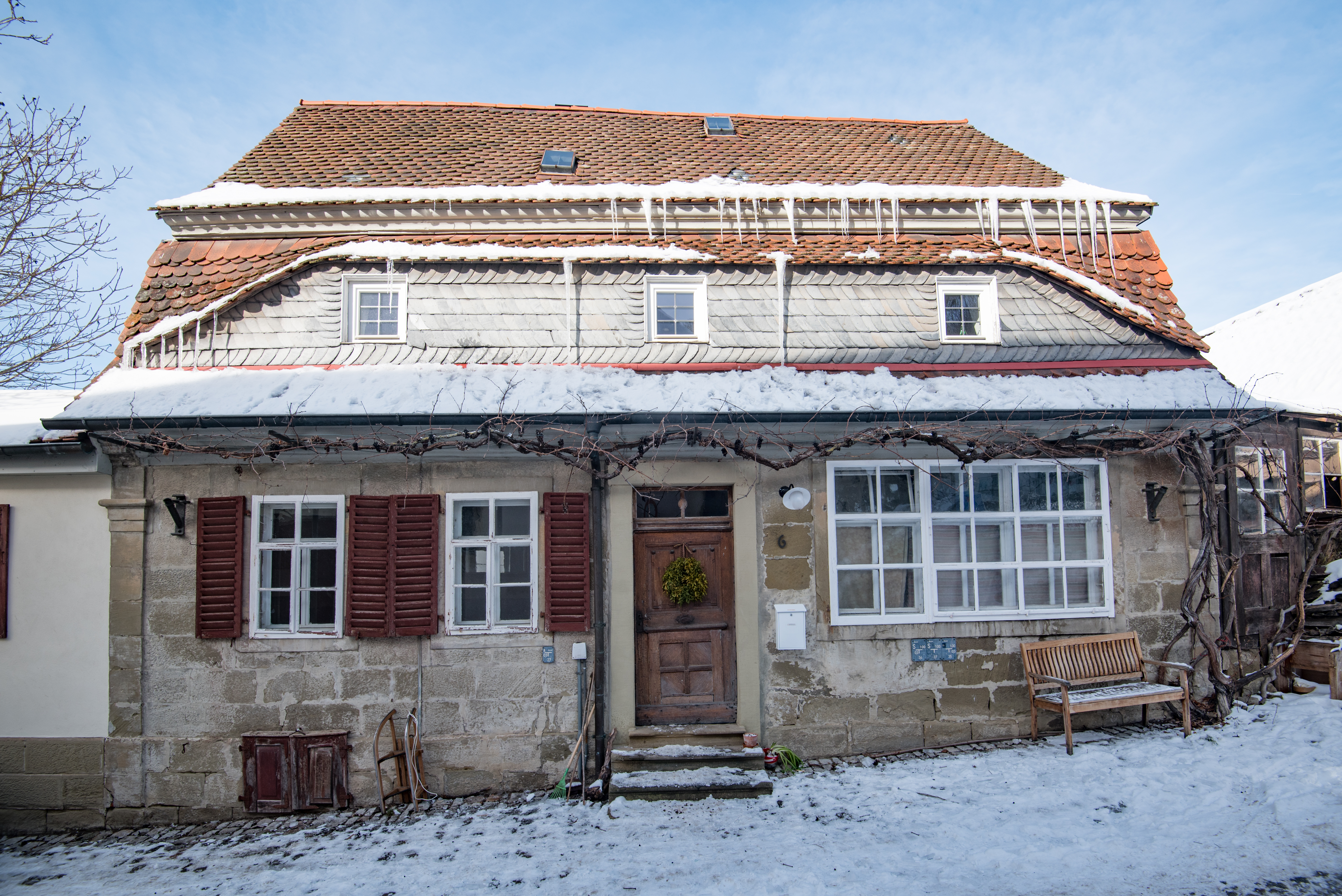
Haus Kirchplatz 6

Das Haus Kirchplatz 6 (früher Hausnummer 51) ist ein denkmalgeschütztes Gebäude in Castell im unterfränkischen Landkreis Kitzingen.

## Geschichte
Die Geschichte des Hauses ist eng mit der des angrenzenden Hauses Im Oberdorf mit der früheren Hausnummer 50 verbunden. Hier war bis 1649 die Castell’sche Erbschenkstätte untergebracht, ehe man diese in das Gasthaus zur Krone verlegte. In der Folge verschwand die Gastwirtschaft aus den Räumlichkeiten und das Haus wurde zu einem Wohnhaus umgewandelt, in dem die herrschaftlichen Schutzjuden lebten. Jakob Balim verkaufte im Jahr 1716 einen Anbau des ehemaligen Gasthauses an Georg Thurn. Dieser begründete damit die Geschichte des Hauses am heutigen Kirchplatz 6. Thurn ist noch bis 1718 im Haus nachweisbar.
Ihm folgte durch Tausch der Schneider Jeremias Kistner nach. Kistner vermachte das Haus an seine Witwe, die Heinrich Rösner in zweiter Ehe heiratete. Nach 1742 gelangte das Haus an Johann Nicolaus Kistner, den Stiefsohn von Rösner. Bis 1775 lebte dann der Tagelöhner Martin Heinlein im Haus, ehe hier unter Christoph Ritzau zwischen 1775 und 1791 wieder eine Schreinerei eingerichtet wurde. Zwei Jahre lebte Peter Hühnerkopf der gräfliche Hofbüttner im Haus und vererbte das Haus 1793 an seinen Schwiegersohn Johannes Rauschert.
Zwischen 1803 und 1826 betrieb Bernhard Taupp eine Schreinerei. Taupp ließ das alte Haus abbrechen und ein neues Gebäude an der Stelle errichten. Es erhielt erstmals die Nummer 51. Auch im 19. Jahrhundert lebten überwiegend Schreiner in dem Gebäude: Es waren dies Alexander Rauschert zwischen 1826 und 1832, Konrad Will aus Krautheim von 1832 bis 1859, Georg Martin Rauschert junior zwischen 1859 und 1892 und anschließend bis 1946 Johann Georg Arnold aus Prichsenstadt, der zusätzlich noch eine Glaserei einrichtete.
Als Teil der Erbschaft fiel das Gebäude 1946 an die Erzieherin Elisabeth Maria Arnold. Nach ihrem Tod 1973 übernahm eine Erbengemeinschaft aus zwei Geschwistern und einer Tochter die Baulichkeiten. Ihre Nachkommen besitzen es bis heute. Zuletzt wurde das Gebäude um das Jahr 1900 grundlegend umgebaut. Ab den 1990er Jahren waren zeitweise Ferienwohnungen hier eingerichtet. Das Bayerische Landesamt für Denkmalpflege ordnet das Haus am Casteller Kirchplatz als Baudenkmal ein.

## Beschreibung
Das Haus entstand in seiner heutigen Form im Jahr 1803. Es präsentiert sich als schlichtes, eingeschossiges Wohnstallhaus. Es schließt mit einem aufwendig gestalteten Mansardsatteldach ab, das mit einer breiten Schieferplattengaube ausgestattet wurde. Das Haus wurde im Erdgeschoss in Massivbauweise errichtet und mit einigen Zierelementen ausgestattet: Es besitzt Eckpilaster und ein breites und reich profiliertes Traufgesims aus Holz. Das  Giebelgeschoss entstand in Fachwerkbauweise.